# Сумериа
Су́мериа (карел. Sumeri, фин. Sumeria) — деревня в Питкярантском районе Республики Карелия. Входила в упразднённое в 2023 году Импилахтинское сельское поселение.

## Общие сведения
Расположена на берегу реки Сумерианйоки вблизи автодороги 86К-8 Сортавала — Олонец.

## Население
| 2002 | 2009 | 2010 | 2013 |
| ---- | ---- | ---- | ---- |
| 29   | ↘24  | ↘9   | ↘6   |